# Detroit Pistons 1962-1963
La stagione 1962-63 dei Detroit Pistons fu la 14ª nella NBA per la franchigia.
I Detroit Pistons arrivarono terzi nella Western Division con un record di 34-46. Nei play-off persero la semifinale di division con i St. Louis Hawks (3-1).

## Roster
| N° | Naz.                   | Ruolo | Sportivo         | Anno | Alt. | Peso |
| -- | ---------------------- | ----- | ---------------- | ---- | ---- | ---- |
| 5  | Stati Uniti (bandiera) | G     | Willie Jones     | 1936 | 191  | 84   |
| 10 | Stati Uniti (bandiera) | G     | Don Ohl          | 1936 | 191  | 86   |
| 12 | Stati Uniti (bandiera) | AC    | Ray Scott        | 1938 | 206  | 98   |
| 14 | Stati Uniti (bandiera) | G     | Danny Doyle      | 1940 | 203  | 91   |
| 15 | Stati Uniti (bandiera) | GA    | Jackie Moreland  | 1938 | 201  | 98   |
| 16 | Stati Uniti (bandiera) | C     | Bob Ferry        | 1937 | 203  | 102  |
| 17 | Stati Uniti (bandiera) | C     | Darrall Imhoff   | 1938 | 208  | 100  |
| 18 | Stati Uniti (bandiera) | A     | Bailey Howell    | 1937 | 201  | 95   |
| 21 | Stati Uniti (bandiera) | G     | Kevin Loughery   | 1940 | 191  | 86   |
| 22 | Stati Uniti (bandiera) | GA    | Dave DeBusschere | 1940 | 198  | 100  |
| 23 | Stati Uniti (bandiera) | C     | Walter Dukes     | 1930 | 213  | 100  |
| 25 | Stati Uniti (bandiera) | G     | Johnny Egan      | 1939 | 180  | 82   |

## Staff tecnico
- Allenatore: Dick McGuire